# 国土安全部警报系统
国土安全部警报系统（英語：Homeland Security Advisory System，縮寫：HSAS）是一个已经被废除的负责美国國內公共安全的美国国土安全部采用的恐怖袭击预告分级机制。该机制按不同颜色共分为5级，每一个级别都会触发联邦安全人员和政府部门的特定响应，并尤其会对机场和其他公共设施的管理管制造成影响。美國媒體通常會稱這個警报系统為「恐怖警戒级别」。2011年4月27日，此警报系统被国家恐怖主义警报系统取代。2011年1月27日的喬治華盛頓大學講座中，国土安全部部长納波利塔諾宣佈取消国土安全部警报系统。

## 历史
该系统由布殊总统第三号令签署，在911事件发生六个月后付诸实施，目的是提供一个“全面和有效的手段以向美国联邦、州、地方政府以及美国人民发布遭受恐怖袭击风险的情报”。2002年3月12日系统由时任总统安全事务助理的汤姆·里奇公布，但当时对其开发、部署和管理则由美国司法部长负责。
2003年1月，美国国土安全部正式投入运作，系统管理权亦随之转交该部。根据总统第五号令，安全警戒级别的确定应由国土安全部部长和总统安全事务助理商榷后做出。
2011年1月27日，美国国土安全部部长珍妮特·納波利塔諾宣佈国家恐怖主义谘询系统會於同年4月取代国土安全部警报系统。美國國土安全部發言人指出這個警报系统向人民提供「太少实用信息」，而國土安全部相信新系统必能向人民提供「具体的情況」，以及「這些情況将有一个肯定的结束日期」。

## 描述

警報級別圖表
严重
高
较高
警戒
低

该系统由高到低共有五个级别，恐怖袭击风险程度顺次降低。
- 严重（Severe，红色）: 严重的恐怖袭击风险
- 高（High，橙色）: 高恐怖袭击风险
- 较高（Elevated，黄色）: 显著的恐怖袭击风险
- 警戒（Guarded，蓝色）: 一般的恐怖袭击风险
- 低（Low，绿色）: 低恐怖袭击风险

尽管美国政府在提高警戒等级时确实为公众和联邦机构提供防护指引，但未必所有的对应措施都会被公示。典型的对应措施包括增加地标性建筑物或其他重要场所的警力，提高对国境线的监控强度，确保紧急事态处置/反应人员的就位，以及在某些场合下可能会调集国民警卫队协助护法人员的安全警戒工作。
到目前为止，虽然某些对应措施可能已经涉嫌违反美国宪法第四修正案（如对机场附近的车辆进行强制搜查），但还没有发生任何针对此系统的真正指控。一些针对美国公民，特别是运输系统使用者如列车乘客的警告信息促请他们“保持警戒，注意周围状况并如有可疑情报应立即向地方当局报告”。此外，民众还被要求最好准备应急工具包和家庭应急方案。

## 批评
由于官方未有公布任何关于威胁等级的分级标准，政府外人士很难独立评估所公示之风险等级的精确性。两个较低等级的警报（蓝色和绿色）到目前为止尚未被使用。但凡风险等级发生调整时，美国政府总是对其理由给予十分模糊的描述，并且极少说明消息来源。政府官员对此系统的不透明操作经常遭受漫画家、记者、自由论者和政府专家的批评。
在2004大选年，警戒等级曾一度提升，使得舆论开始怀疑布什政权导入这个系统似乎只是为政治服务。此外，哥伦比亚大学研究员碧姬·L.纳科曾出版一份报告，其中分析了警报系统等级与布什支持率之间存在的某种关系。
2004年国土安全部否决了一项要求对此系统进行再评估的请求。当时一名专家组成员曾在一次公开讨论中抨击这个系统已经不合时宜，而里奇也坦承该系统确实招致了一些“疑问和偶尔的嘲笑”。他还说，当其他一些人要求提高警戒等级时，他并不总是表示同意。他说：“我们并不是总会同意情报分析的结论，有时，即便情报是真的，我们也认为并无必要去提升安全等级。……面对那些总是叫嚷提升警戒等级的人，我们会反问，‘有必要吗？’”。

## 实际使用
尽管这个系统包含五个等级，但从未出现过全美范围的低等级警戒（蓝色或绿色）水平。也就是说，除了夏威夷州2003年几个月的蓝色期外，美国大部分州都长期处于黄色等级警戒状态。而纽约则一直保持着橙色等级。

### 严重（红色）
警报级别由開始運作至被取代期間只有一次被提升至最高級的严重級別。
- 2006年8月10至14日，因英國通知美國由英國來的航機成為恐怖襲擊的目標，国土安全部將由英國飛往美國航班的警报級別提升至严重級別。於8月14日，其警报级别被降回高。[12]

### 高（橙色）

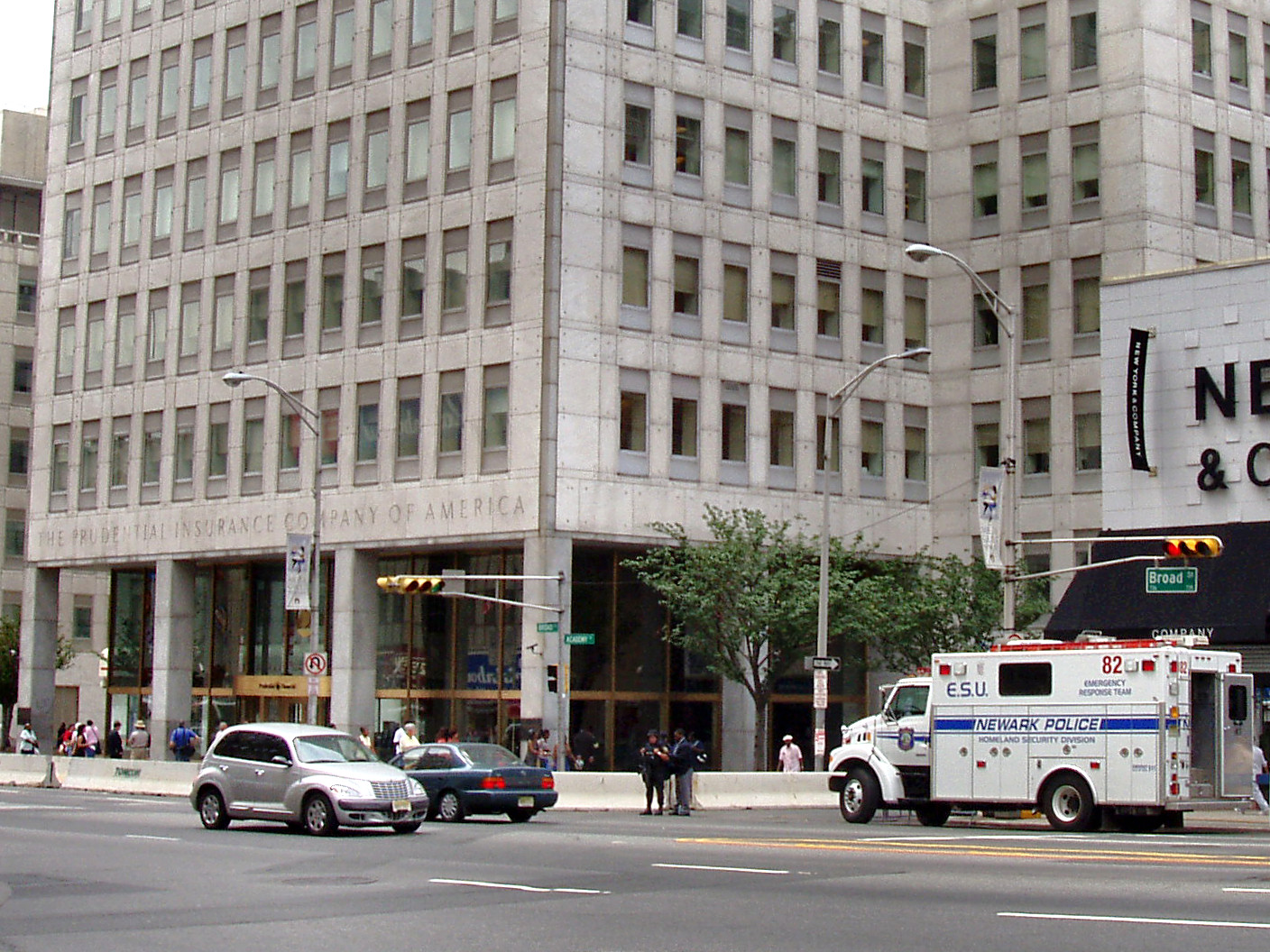
在2004年8月，国土安全部認為新泽西州纽瓦克的保诚金融大厦受到恐怖威胁後，封鎖了大樓。

以全国性的範圍計算，曾經有五次警报級別達到高級別。
- 2002年9月10至24日，為九一一袭击事件一周年。[13]
- 2003年2月7至27日，正值伊斯蘭教假日朝觐的尾聲，有情报人員報告恐怖份子有可能襲擊公寓楼、酒店、或其他有設防的目标。[13]
- 2003年3月17日至4月16日，正值美國和其盟友開始入侵伊拉克。[13]
- 2003年5月20至30日，在利雅得化合物爆炸事件和卡萨布兰卡爆炸事件發生之後。[13]
- 2003年12月21日至2004年1月9日，有情报人員報告可能在假期內發生大规模的袭击。[13]

此外，曾經有五次警报級別在部份地區達到高級別。
- 2004年8月1日至10月10日，新泽西州北部、紐約和华盛顿哥伦比亚特区的特定金融机构的警报級別被提升至高級別。有情报人員報告有可能會有汽車炸彈襲擊。[14][15]
- 2005年7月7日至8月12日，全國公共交通的警报級別被提升至高級別。国土安全部發言人指出在倫敦七七爆炸案發生後，美國公共交通有可能會被襲擊。[16]
- 2006年8月10日至今，所有美國的国内航班和国际航班的警报級別被提升至高級別，剛剛在2006年跨大西洋航機恐怖襲擊陰謀發生後。另外，運作於美國航班的国土安全部警报系统並沒有被国家恐怖主义谘询系统取代。[12]

### 较高（黄色）
於下列時間，美國全國的警报級別都位於较高級別。
- 2002年3月12日至9月10日
- 2002年9月25日至2003年2月6日
- 2003年2月28日至3月16日
- 2003年4月17日至5月20日
- 2003年5月31日至2004年8月1日
- 2004年11月10日至2005年7月8日
- 2005年8月12日至2011年4月27日（被国家恐怖主义谘询系统取代）

### 警戒（蓝色）或低（绿色）
到目前为止，警戒或低級別從未被使用。於2009年9月，有人提議取消警戒或低級別，並將较高級別改為警戒級別。

## 另見
- 戒備狀態
- 中國人民解放軍戰備等級
- 全国恐怖主义警报系统